# Давидян, Давид Рудикович
Давид Рудикович Давидян (14 декабря 1997, Нижний Новгород) — армянский футболист, полузащитник и нападающий клуба «Ротор» и сборной Армении.

## Биография
Воспитанник нижегородского футбола, в детстве также занимался шахматами и самбо. На взрослом уровне начал выступать в 2014 году в составе молодёжной команды нижегородского «Олимпийца» в региональных соревнованиях.
В 2016 году дебютировал в профессиональном футболе в составе «Носты», игравшей во втором дивизионе России. Следующий сезон провёл в московском «Арарате», его команда стала победителем зонального турнира ПФЛ.
В начале 2019 года перешёл в армянский клуб «Арарат-Армения». Дебютный матч в чемпионате Армении сыграл 26 апреля 2019 года против ереванского «Арарата», заменив на 72-й минуте кабо-вердианского легионера Маилсона. Всего за половину сезона сыграл 3 матча, во всех выходил на замену, а его команда завоевала чемпионский титул.
Летом 2019 года перешёл в другой армянский клуб, «Арарат» (Ереван), где в сезоне 2019/20 является основным игроком. 22 сентября 2019 года в матче против «Лори» забил свой первый гол в высшем дивизионе.
В 2020 году перешёл в «Алашкерт». Дебютировал за клуб 21 августа в матче против «Ноа» в рамках чемпионата Армении по футболу, забив гол в ворота соперника, тем самым, принеся победу своему клубу. Забил 5 голов 9 играх и был признан лучшим игроком первой части сезона чемпионата Армении.
8 августа 2021 подписал контракт с «Химками». 1 июля 2022 года был отдан в аренду армянскому клубу «Пюник». После окончания сезона в Армении клуб обратился в «Химки» о полноценном переходе. Находясь в аренду игрок провел 25 игр и забил 1 мяч. 1 июля 2023 года игрок официально подписал с армянским клубом полноценный контракт.